# Reinhold Timm

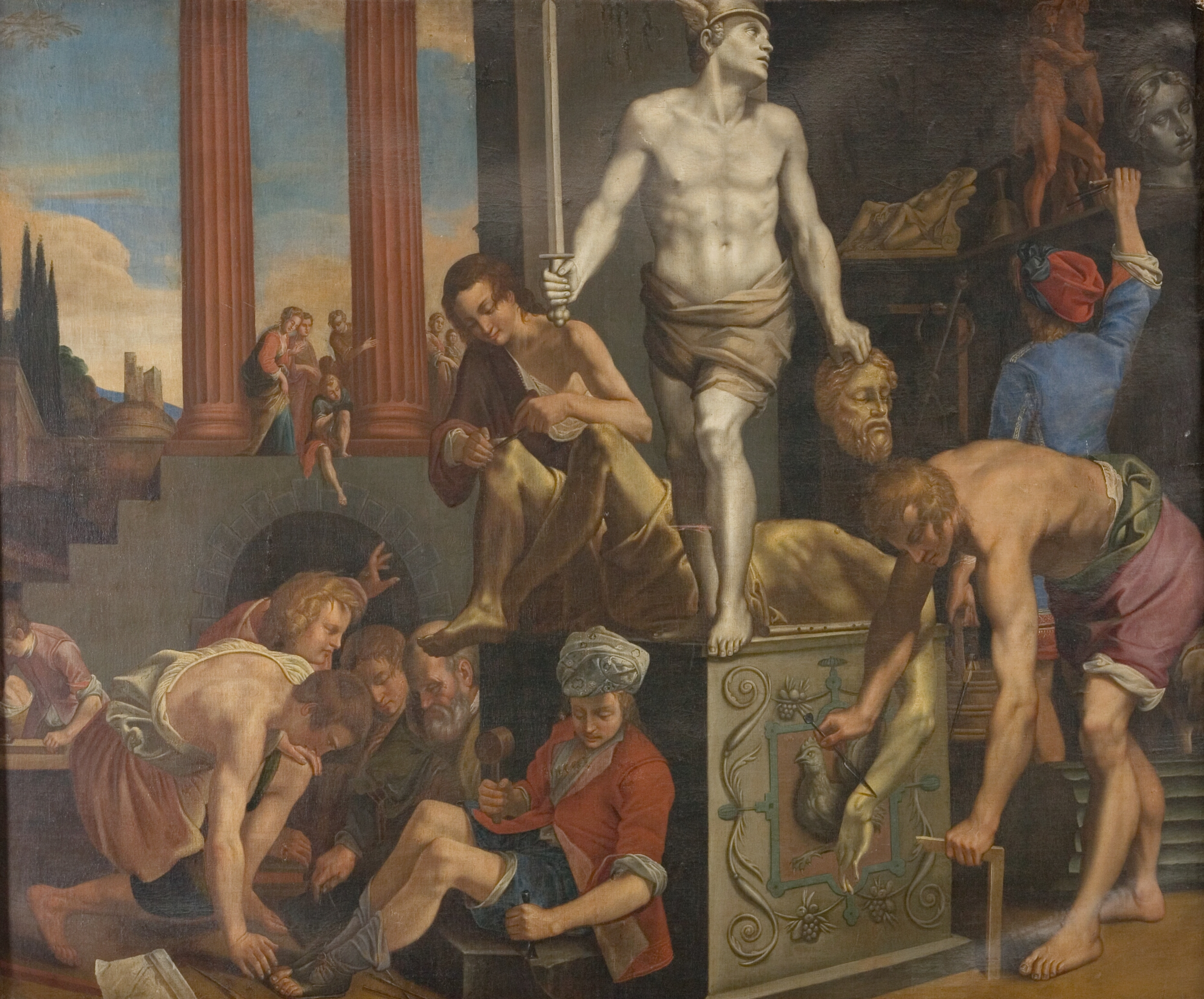
In der Bildhauerwerkstatt

Reinhold oder Reinholt Timm († 12. Januar 1639 in Sorø) war ein dänischer Maler.

## Leben
Über Timms Herkunft ist nichts überliefert. Man weiß nur, dass seine Schwester Drude Hansdatter mit dem 1625 verstorbenen Køger Bürgermeister Hans Christensen verheiratet war. Sein Vater hieß also vermutlich Hans oder Johann Timm. Möglicherweise besteht Verwandtschaft zu Joachim Timm, der als Faktor für den dänischen König Friedrich II. in Hamburg tätig war.
Wo er seine Ausbildung erhielt, ist ebenfalls nicht bekannt. Da er sich in seinem Schaffen an den italienischen Manieristen und der Schule von Fontainebleau orientierte, lässt sich vermuten, dass er einige Zeit in Italien und Frankreich verbrachte.
Ab 1613 war Timm in Kopenhagen als Bürger und Malermeister ansässig. Ab dem Jahr 1618 ist seine Beteiligung an der Ausgestaltung der Großen Halle auf Schloss Rosenborg neben Pieter Isaacsz, Franz Cleyn und Søren Kier auf Geheiß König Christians IV. belegt: Er fertigte sieben oder acht große allegorische Gemälde an, von denen eines, Junge Männer ringen auf einer Brücke, signiert ist. Auch an der Dekoration des Hauses im dortigen Lustgarten war er beteiligt. Er malte auch mehrere Porträts des Königs und seiner Söhne, wie aus Rechnungen bekannt.
Von 1624 bis zu seinem Tod war er Zeichenlehrer an der Sorø Akademi. Seine Nachfolge dort trat Abraham Wuchters an.
Er war mit Beate Svabe/Schwabe († 1652 oder 1655 in Kopenhagen), der Tochter des Münzmeisters Nicolai Schwabe († 1629), verheiratet. Einer seiner Söhne war der ebenfalls als Maler tätige Johan Timm.

## Werke (Auswahl)
Signiert

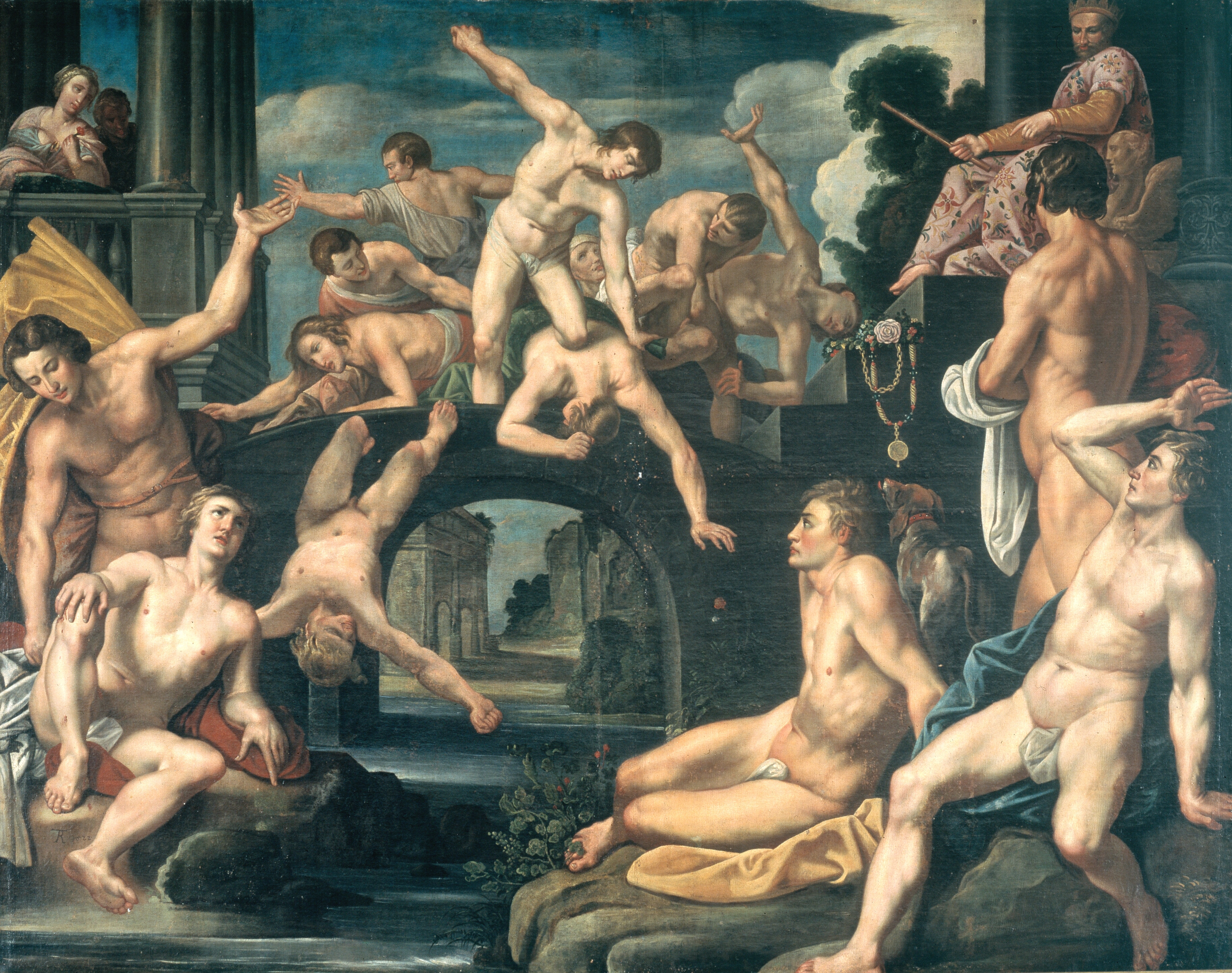
Junge Männer ringen auf einer Brücke

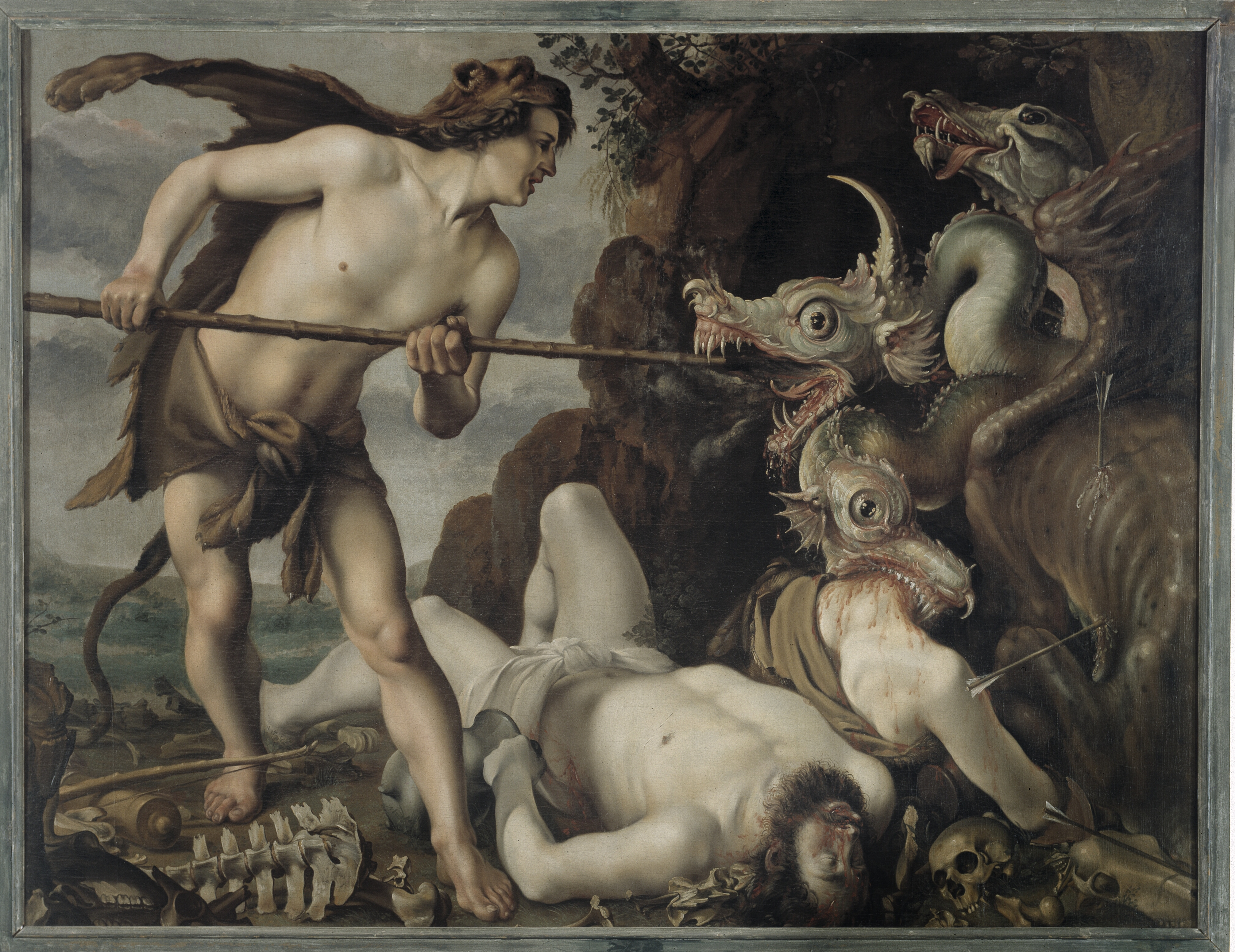
Cadmus’ Kampf gegen den Drachen

- Vier Musiker, um 1620 (früher Schloss Gavnø,[2] heute Kopenhagen, Musikhistorisches Museum)
- Gemälde aus der Großen Halle auf Schloss Rosenborg
  - Junge Männer ringen auf einer Brücke (247 × 312,5 cm, Öl auf Leinwand; Statens Museum for Kunst, Inv. Nr. 1171)[6]
- Kreuzigungstriptychon, 1634 (Diernæs, Kirche)

Zuschreibungen
- Christians IV. vor dem Gekreuzigten für die Schlosskirche Frederiksborg, 1625 (1859 verbrannt)[2][7]
- Epitaph für Drude Hansdatter und ihrem Mann, den Bürgermeister Hans Christensen, 1625 (Køge, St. Nicolai)[2]
- Epitaph für Johannes Oberberg mit Porträt und Apokalypse, 1634 (Nykøbing Falster, Klosterkirche)[7]
- Gemälde aus der Großen Halle auf Schloss Rosenborg
  - In der Bildhauerwerkstatt, um 1618/39 (241,5 × 288,5 cm, Öl auf Leinwand; Statens Museum for Kunst, Inv. Nr. 1175)[8]
  - Cadmus’ Kampf gegen den Drachen, um 1620/29 (nach Francesco Primaticcio;[3][9] 190,6 × 250,6 cm, Öl auf Leinwand; Statens Museum for Kunst, Inv. Nr. 1183)[10]
- Kinderporträt von Waldemar Christian (Valdemars Slot)[7]